# Luc d'Achery
Dom Luc d'Achery (Saint-Quentin, 28 mai 1609 - Paris, 29 avril 1685), était un bénédictin français de la congrégation de Saint-Maur, bibliothécaire de l'abbaye de Saint-Germain-des-Prés. On lui doit la première méthode de classification bibliographique en France. La plus importante de ses publications est une histoire ecclésiastique médiévale : Veterum aliquot scriptorum qui in Galliæ bibliothecis, in maxime Benedictinorum, latuerant, Spicilegium, précieux recueil qui contient une foule de diplômes, de chartes d'actes de conciles, etc., en 13 tomes.

## Biographie

### La maladie
Luc d’Achery entra chez les Bénédictins et prononça ses vœux le 4 octobre 1632 à l'âge de 23 ans à l’abbaye de Vendôme, dépendant de la Congrégation de Saint-Maur. Puis il rejoignit la congrégation de l’abbaye de Fleury, où il fut si malade qu'on désespérait de sa guérison : aussi se rendit-il en 1636 auprès du supérieur général des frères mauristes, Grégoire Tarrisse (1575–1648), qui lui recommanda de se retirer à l’abbaye de Saint-Germain-des-Prés. Luc d’Achery suivit son conseil et en 1637 partit à Paris prendre les eaux. Ses douleurs s'apaisant peu à peu, il put se remettre au travail à la bibliothèque de Saint-Germain. Il y montra un tel zèle qu'en 1640 on le nomma bibliothécaire malgré ses problèmes de santé.

### La méthode bibliographique

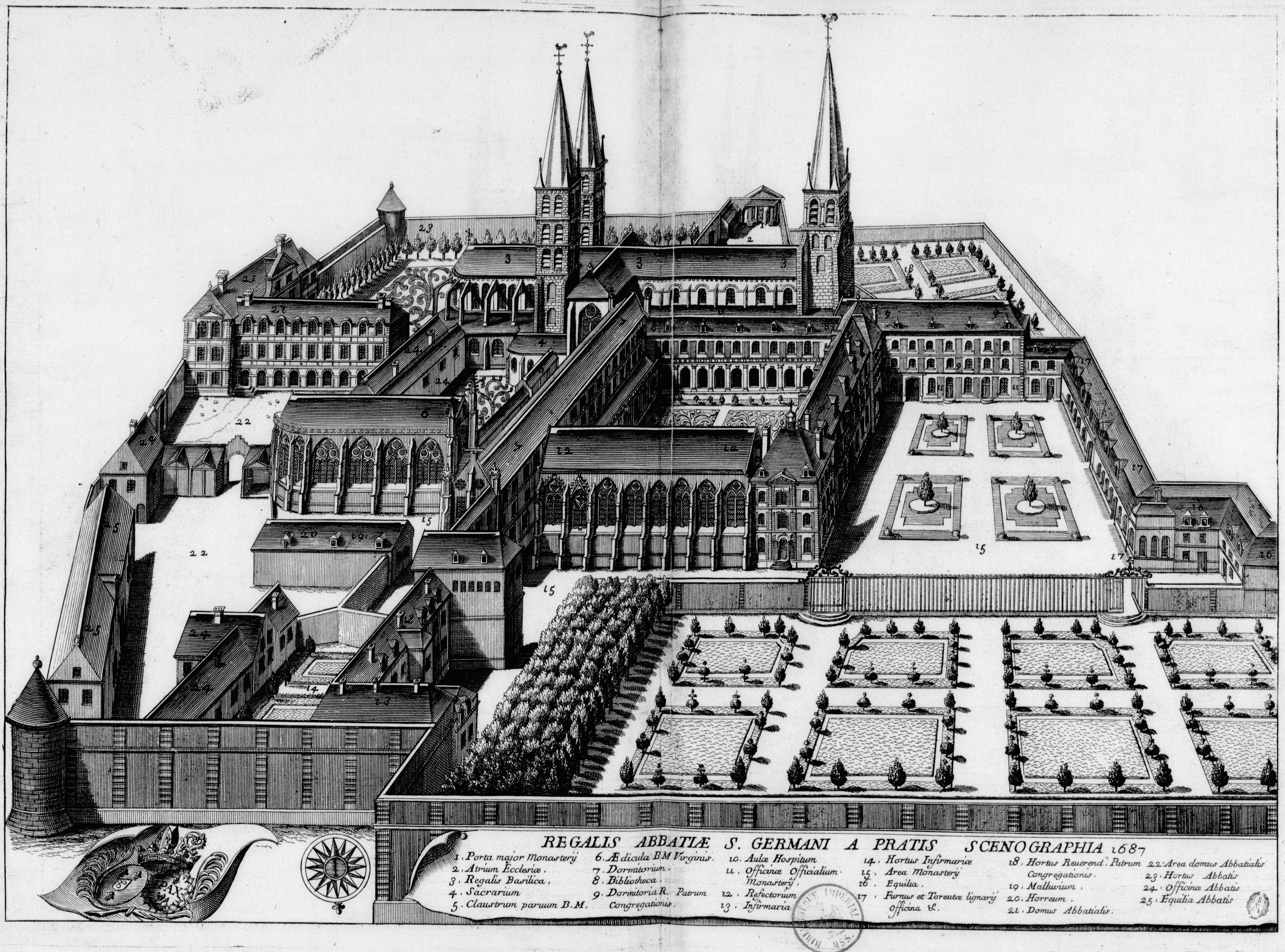
l’abbaye de Saint-Germain-des-Prés en 1687, peu après la mort de Dom Luc d’Achery.

En tant que nouveau bibliothécaire, Luc d’Achery s'attaqua au développement d'une nouvelle classification des manuscrits et livres de la bibliothèque, pour en dresser un catalogue. Bientôt ses méthodes s'étendirent à toute la congrégation, ce qui fit de lui le premier bibliothécaire de l'Ordre. Cela l'amena à publier son premier ouvrage, la Méthode pour la recherche des manuscrits, à laquelle il avait ajouté, pour ses frères, une initiation au classement des manuscrits. Puis il compila, sous le titre de Catalogue des livres pour les monastères nouveaux, une liste de tous les ouvrages (qui ne comptait pas moins de 527 titres) que les bibliothèques abbatiales se devaient de posséder. Puis, pour favoriser la coordination des bibliothèques bénédictines entre elles, il publia un premier catalogue (Catalogus librorum non-nullorum quibus bibliothecae monasteriorum congregationis S. Mauri instrui potuerunt) de 456 titres détenus par les abbayes, couvrant plus particulièrement les domaines de l’exégèse, de l’ascétisme et de l’histoire ecclésiastique. Il y annexa un plan-type pour les bibliothèques, afin d'assurer un classement rationnel des nouvelles acquisition aussi bien que des manuscrits anciens.
Mais c'est naturellement la bibliothèque de Saint-Germain qui bénéficiait au premier chef de ses soins. Alors qu'il n'y avait, à sa prise de fonctions, que 3 600 volumes dans les rayons, ce nombre grimpa à 6 300 sous le ministère de Luc d’Achery. Par la qualité de sa collection, la bibliothèque de Saint-Germain-des-Prés s'imposa à l'époque comme le centre de la recherche historique en France. Ce fut parfois, il est vrai, au détriment d'autres bibliothèques de la congrégation : c'est ainsi qu'en 1638, avec l'approbation du cardinal de Richelieu près de 400 des plus précieux manuscrits de l’Abbaye de Corbie furent acheminés à Saint-Germain-des-Prés, pour y être mis en sécurité, puisqu’en 1636 déjà, Corbie avait été occupée l'espace de quelques mois par la soldatesque espagnole. D'Achery emprunta aussi plusieurs manuscrits à la bibliothèque de Fleury en vue d'un recueil des Pères de l'Église, et n'en rendit après année qu'une petite partie.

### L'histoire de l'Ordre de Saint-Benoît
Ainsi, les conditions se trouvaient réunies pour la compilation d'une somme sans exemple, savoir la recension critique des ouvrages relatifs à l'histoire de l'Ordre, aux pères de l’Église, aux vies des saints ainsi que l’édition critique des textes les plus significatifs. Luc d’Achery avait en effet rédigé à la demande du supérieur général Grégoire Tarrisse un programme de recherche, destiné à tous les monastères de la congrégation, afin qu'ils recensent systématiquement, non seulement dans leurs propres archives, mais aussi le cas échéant dans les archives de leur région respective, les documents et sources disponibles pour ce travail historique. Il s'agissait notamment de préciser les circonstances entourant la fondation des premiers monastères, l'ordonnance des bâtiments, leur localisation géographique précise etc. On s'efforça pour cela de dater le plus exactement possible les sources disponibles, et de les classer par degré d'authenticité. Ce projet fut lancé en 1651 par le  chapitre général de la congrégation et confié à deux moines.

### LeSpicilegium(1655-1677)
Simultanément, Luc d’Achery se consacrait à l'édition critique de textes anciens : c'est ainsi qu'en 1648 il publia le premier recueil des lettres de l’abbé Lanfranc, l'un des premiers archevêques de Canterbury. Luc d’Achery venait en effet de se procurer une copie du XVIe siècle d'un manuscrit du XIIe siècle composé à l’Abbaye du Bec, le monastère de Lanfranc lui-même. Cette édition de la correspondance de Lanfranc devait être réimprimée en 1745 à Venise, puis en 1844 par John Allen Giles (1808–1884) ;  ce dernier, disposant de quelques manuscrits supplémentaires, a complété quelques lettres et rectifié l'ordre des documents. Le P. Jacques Paul Migne l'a incluse dans sa Patrologia Latina. Ce n'est qu'en 1961 qu’Helen Clover compila, dans le cadre de sa thèse, une nouvelle édition critique confrontant un cercle beaucoup plus vaste de manuscrits.

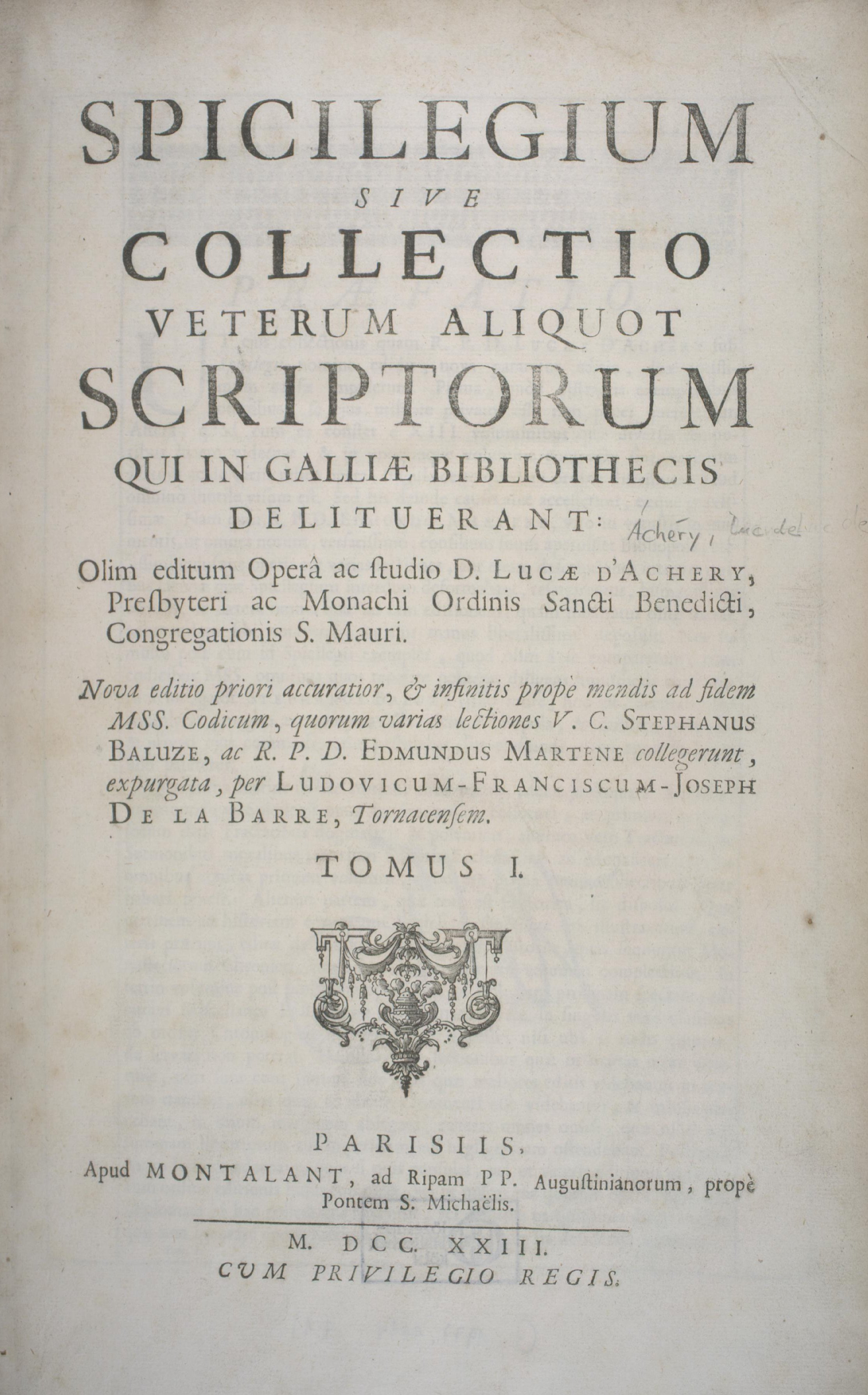
Frontispice du premier tome du Spicilegium sive collectio veterum aliquot scriptorum (édition de 1723).

De 1655 à 1677, Luc d’Achery fit paraître son Spicilegium (« Notes de lecture ») en 13 tomes, dans lequel on trouve un grand nombre de sources relatives au droit canon, aux chroniques, aux hagiographies, la correspondance de prélats, des poèmes religieux et des donations. Le second volume de ce recueil, publié en 1662 à Paris, est un recueil d'environ 800 articles de droit canon rédigés dans le midi de la France, intitulé Dacheriana en hommage au compilateur de ces décrets, d'Achery. Le tome IX, paru en 1669 à Paris, contient entre autres des extraits de la Collectio Canonum Hibernensis, tiré d'un manuscrit de la Bibliothèque nationale de France, le lat. 12021 (olim Sangerman. 121). Mais comme cette édition était notoirement incomplète, Edmond Martène (1654–1739), un des disciples de Luc d’Achery, lui annexa un Thesaurus novus (1717) en se fondant sur un manuscrit supplémentaire de l’Abbaye de Fécamp  ; mais ce n'est là  nullement une édition critique.

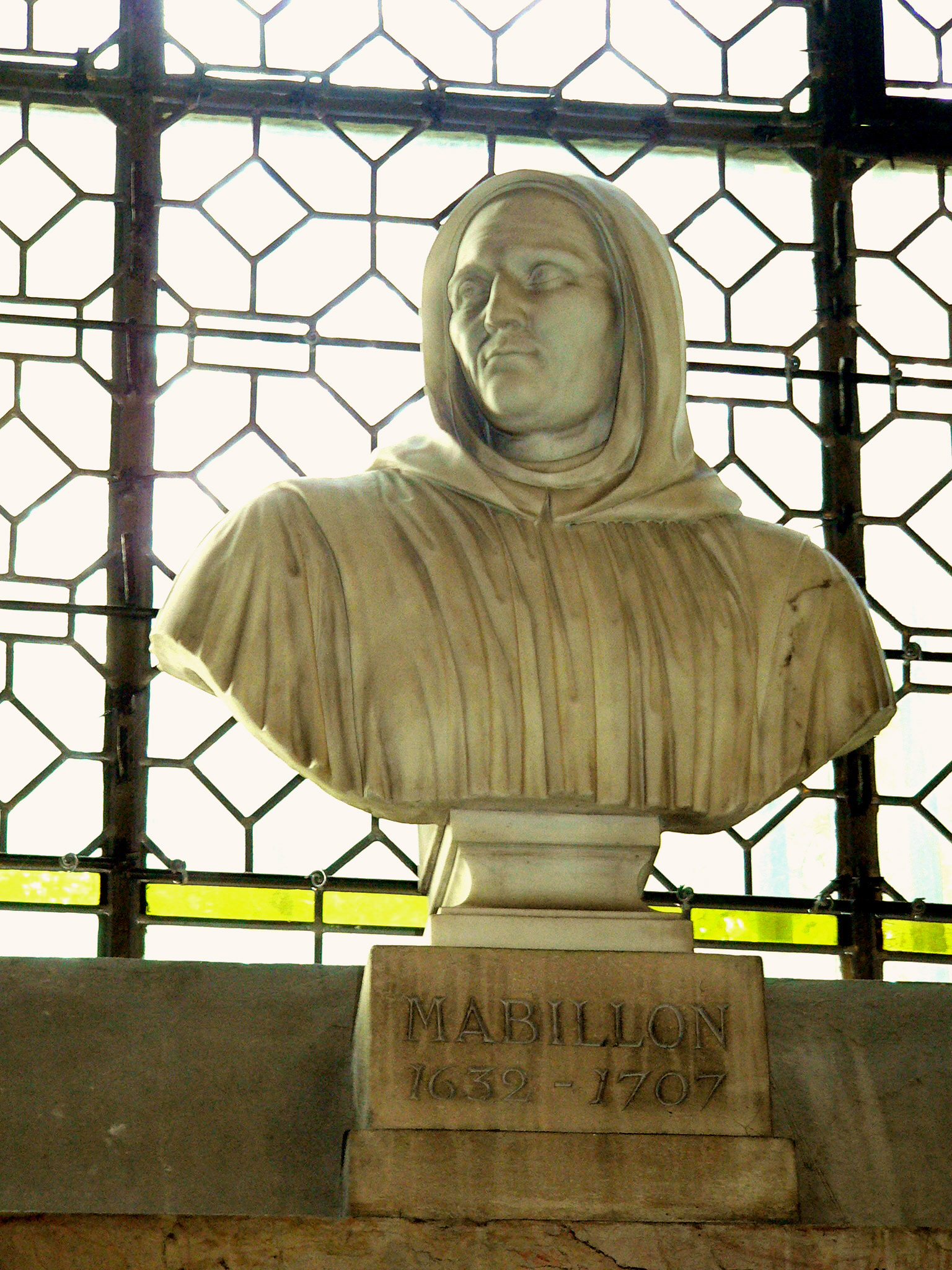
Buste de Jean Mabillon dans la chapelle de l'abbaye de Saint-Germain-des-Prés

En 1664 (le recueil en était à son sixième tome), un jeune prodige de l'Abbaye de Saint-Denis, Jean Mabillon, fut nommé à Saint-Germain-des-Prés pour seconder Luc d’Achery dans la préparation des tomes suivants. Là, Jean Mabillon, qui devait par la suite s'imposer comme le plus savant des pères mauristes, s'attaqua à l'édition des œuvres de Bernard de Clairvaux, le biographe Claude Chantelou venant de décéder en novembre 1664.

### L'histoire des saints bénédictins
Son dernier projet fut l'édition des Acta Sanctorum Ordinis Sancti Benedicti, déjà envisagée par Grégoire Tarrisse. Il s'agissait, dans le prolongement des études des Acta Sanctorum déjà engagées par les jésuites Heribert Rosweyde (1569–1629) et Jean Bolland, de compiler la vie de tous les saints de l'ordre de Saint Benoît. Luc d’Achery avait rassemblé depuis des années les documents utiles à cette tâche depuis sa bibliothèque de Saint-Germain-des-Prés. Jean Mabillon, qui compléta la recension par de multiples voyages dans les autres abbayes, prit la suite de ce programme. Le premier tome chronologique parut en 1668 et couvrait la totalité du VIe siècle. Une réimpression parut en 1733 à Venise.
Ce minutieux travail de classement chronologique allait conduire par la suite à des contestations, car bon nombre des saints inclus dans ce recueil n'ont aucun lien avec l'ordre bénédictin : on reprocha aux deux compilateurs d'avoir terni l'honneur de l'Ordre. Jean Mabillon se chargea de répondre aux détracteurs, en invoquant la priorité des devoirs de l'historien et en faisant l'éloge de la valeur éthique du travail de recherche.

### Postérité
Une rue de Saint Quentin, la rue Dachery, porte son nom.